# ليزلي مورتيمر شو
ليزلي مورتيمر شو (بالإنجليزية Leslie Mortimer Shaw) وهو سياسي أمريكي ينتمي إلى الحزب الجمهوري ولد ليزلي مورتيمر شو في 2 تشرين الثاني من سنة 1848 في ولاية فيرمونت. شغل شو منصب حاكم على ولاية آيوا ما بين عامي 1898 إلى 16 كانون الثاني من عام 1902 بعدها شغل شو منصب وزير الخزانة الأمريكي بعهد الرئيس الأمريكي ثيودور روزفلت ما بين 1 شباط من سنة 1902 إلى 3 أذار من سنة 1907 توفي ليزلي مورتيمر شو في 28 أذار من سنة 1932 في العاصمة الأمريكية واشنطن.

## روابط خارجية
- ليزلي مورتيمر شو على موقع إن إن دي بي (الإنجليزية)